# سوت‌دره‌سی (گوراویماق)
سوت‌دره‌سی (به ترکی استانبولی: Sütderesi) (به کردی: Mozek) یک منطقهٔ مسکونی در ترکیه است که در گوراویماق واقع شده‌است. سوت‌دره‌سی ۴۱۸ نفر جمعیت دارد.